# Steiner Wasserfälle

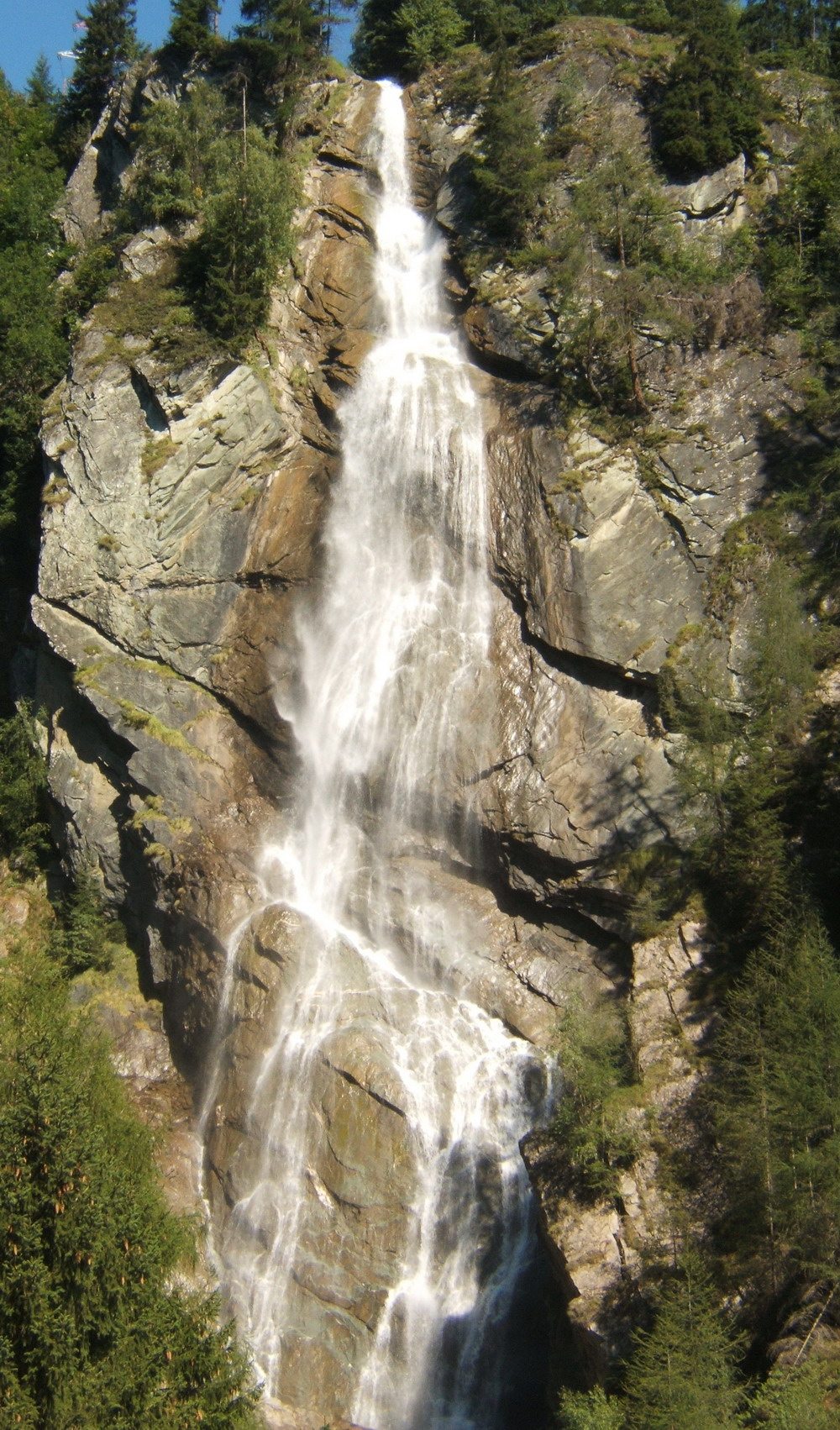
Der untere Steinerfall

Die Steiner Wasserfälle befinden sich am Ende des Matreier Talkessels in Osttirol und stürzen von der Äußeren Steiner Alm ins Tal.
Der namengebende Steiner Bach überwindet dabei einen Höhenunterschied von rund 1000 Metern. Die Steiner Wasserfälle werden in den Oberen und den Unteren Steiner Wasserfall unterteilt und zählen zu den höchsten Wasserfällen Österreichs.
Der Obere Steiner Wasserfall (⊙ ) hat eine Höhe von 160 Metern (nach anderen Angaben nur 90 Metern) und ist der höhere der beiden Fälle. Er ist aber aufgrund der ungünstigen Lage nur vom Steinerweg oder von der St.-Anna-Kapelle in Oberproßegg aus zu sehen und eher unbekannt. In seiner Nähe ist eine Gedenktafel für den Münchner Versicherungsdirektor Carl von Thieme angebracht, Besitzer von Schloss Weißenstein, der 1903 die Errichtung eines inzwischen verfallenen Holzstegs über den Wasserfall sponserte.
Der Untere Steiner Wasserfall (⊙) stürzt sich über eine Höhe von 120 Metern von der Lublaß in die vom Tauernbach durchflossene Prosseggklamm und ist schon von Seblas aus zu sehen.
1920 wurde am Steiner Bach zwischen den beiden Fällen ein Kraftwerk (⊙) erbaut, das den ganzen Matreier Talboden mit Strom versorgen konnte. 1940 wurde das E-Werk zum Tauernbachkraftwerk erweitert, indem auch der Tauernbach knapp oberhalb der Mündung des Steiner Bachs aufgestaut wurde und das Wasser im Krafthaus an der Mündung des Steiner Bachs gemeinsam abgearbeitet wurde. Die Anlage wurde von der Gemeinde an die TIWAG verkauft. Das Tauernbachkraftwerk fügt sich harmonisch in den Schluchtgrund ein. Aufgrund eines Steinschlagereignisses im Jahre 2002 wurde das Kraftwerk stillgelegt. Die Oberstufe des Kraftwerks am Steinerbach wurde 2017 von einer Mure zerstört.

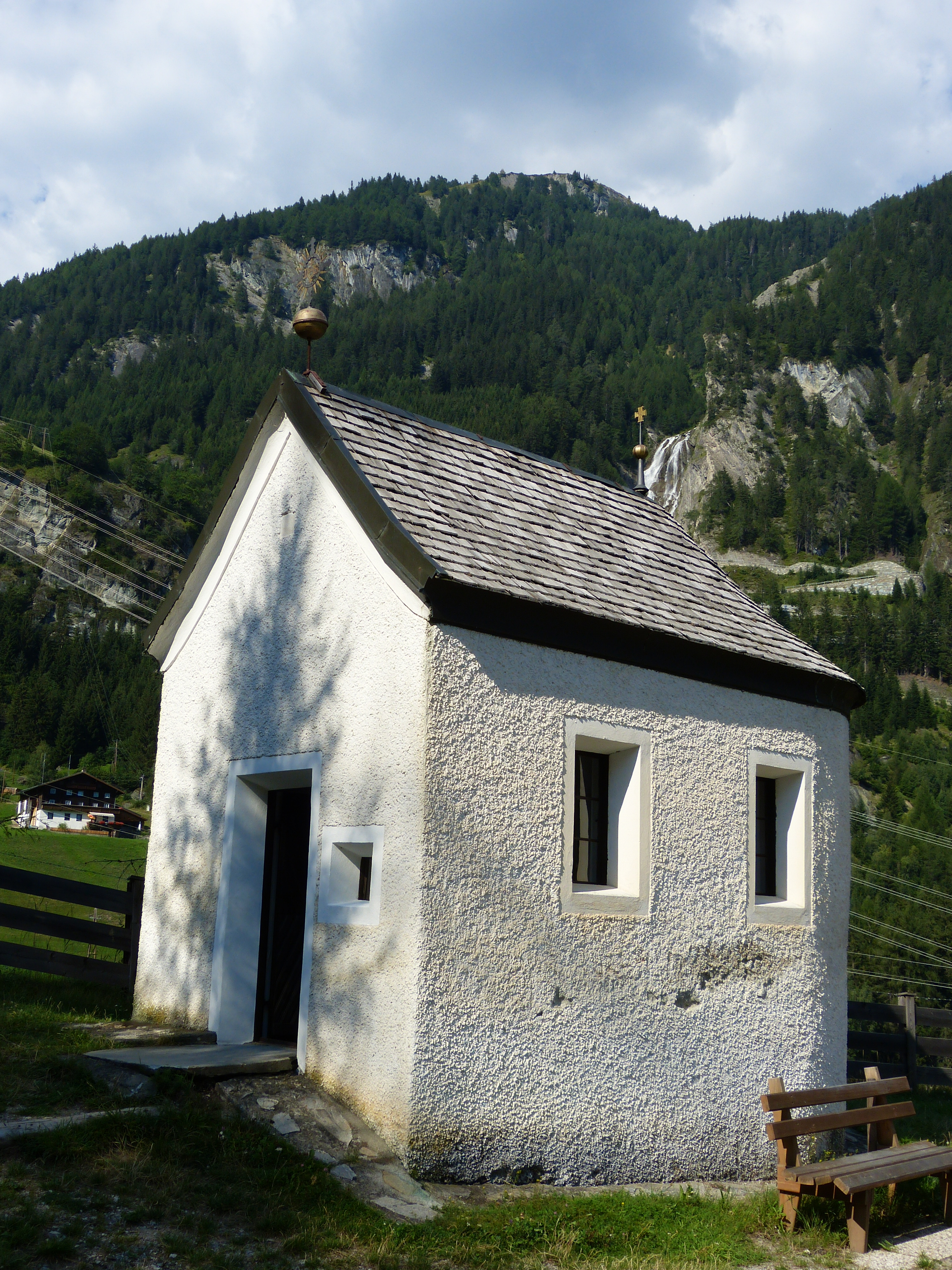
St.-Anna-Kapelle in Oberproßegg, rechts hinten der Obere Steiner Wasserfall